# Kamer van volksvertegenwoordigers (samenstelling 1857-1861)
Dit artikel omvat de lijst van leden van de Belgische Kamer van volksvertegenwoordigers van 1857 tot 1861. De 9e legislatuur van de Kamer van volksvertegenwoordigers telde aanvankelijk 108 en later 116 zetels, liep van 15 december 1857 tot 18 mei 1861 en volgde uit de verkiezingen van 10 december 1857. Bij deze verkiezingen werden 108 parlementsleden in alle kieskringen verkozen.
Op 14 juni 1859 vonden tussentijdse verkiezingen plaats, waarbij het aantal parlementsleden steeg tot 116. 62 van de 116 parlementsleden werden bij deze verkiezingen verkozen. Dit was het geval in de kieskringen Antwerpen, Turnhout, Mechelen, Leuven, Nijvel, Brussel, Brugge, Kortrijk, Oostende, Roeselare, Ieper, Tielt, Veurne, Diksmuide, Namen, Philippeville, Dinant, Aarlen, Neufchâteau, Virton, Marche, Bastenaken, Charleroi, Bergen en Luik.
Het nationale kiesstelsel was in die periode gebaseerd op cijnskiesrecht, volgens een systeem van een meerderheidsstelsel, gecombineerd met een districtenstelsel. Iedere Belg die ouder dan 25 jaar was en een bepaalde hoeveelheid cijns betaalde, kreeg stemrecht. Hierdoor was er een beperkt kiezerskorps. 
Tijdens deze legislatuur was de regering-Rogier II (9 november 1857 tot 21 december 1867) in functie, een liberale meerderheid.

## Zittingen
In de 9e zittingsperiode (1857-1861) vonden vijf zittingen plaats. Van rechtswege kwamen de Kamers ieder jaar bijeen op de tweede dinsdag van november.
| Zitting                | Opening          | Sluiting        |
| ---------------------- | ---------------- | --------------- |
| 1ste zitting 1857-1858 | 15 december 1857 | 5 augustus 1858 |
| 2de zitting 1858-1859  | 9 november 1858  | 30 mei 1859     |
| buitengewone zitting   | 12 juli 1859     | 7 november 1859 |
| 4de zitting 1859-1860  | 8 november 1859  | 20 juli 1860    |
| 5de zitting 1860-1861  | 13 november 1860 | 3 juni 1861     |

Kamer en Senaat kwamen van rechtswege bijeen op 10 november 1857 maar werden de dag zelf alweer verdaagd. Twee dagen later werd de Kamer van volksvertegenwoordigers ontbonden; Kamer en Senaat werden bijeen geroepen op 15 december 1857.

## Samenstelling
| Begin legislatuur (1857) | Begin legislatuur (1857) | Begin legislatuur (1857) | Einde legislatuur (1861) | Einde legislatuur (1861) | Einde legislatuur (1861) |
| Fractie                  | Fractie                  | Zetels                   | Fractie                  | Fractie                  | Zetels                   |
| ------------------------ | ------------------------ | ------------------------ | ------------------------ | ------------------------ | ------------------------ |
|                          | Liberalen                | 70                       |                          | Liberalen                | 70                       |
|                          | Katholieken              | 38                       |                          | Katholieken              | 46                       |

Wijzigingen in fractiesamenstelling:
- Bij de periodieke verkiezingen van 1859 werd het zetelaantal van de Kamer uitgebreid van 108 naar 116. Van de acht extra zetels gingen er vijf naar de liberalen en drie naar de katholieken. Tegelijkertijd verloren de liberalen vijf zetels ten voordele van de katholieken.

## Lijst van de volksvertegenwoordigers
| Volksvertegenwoordiger               | Partij    | Kieskring     | Opmerkingen |
| ------------------------------------ | --------- | ------------- | --- |
| Charles Rogier                       | Liberaal  | Antwerpen     | |
| Jean Loos                            | Liberaal  | Antwerpen     | |
| Hippolyte de Boe                     | Liberaal  | Antwerpen     | Secretaris vanaf 19 januari 1859. |
| Désiré Vervoort                      | Liberaal  | Antwerpen     | Ondervoorzitter van 19 juli 1859 tot 23 november 1860 en parlementsvoorzitter vanaf 23 november 1860. |
| Emile De Gottal                      | Liberaal  | Antwerpen     | Vervangt vanaf 12 juli 1859 Laurent Veydt, die niet meer opkwam bij de tussentijdse verkiezingen. |
| Ludovic-Marie d'Ursel                | Katholiek | Mechelen      | |
| Jean Notelteirs                      | Katholiek | Mechelen      | |
| Félix van den Branden de Reeth       | Katholiek | Mechelen      | |
| Alphonse Nothomb                     | Katholiek | Turnhout      | Zetelt vanaf 12 juli 1859. |
| Jean-Baptiste Coomans                | Katholiek | Turnhout      | |
| Charles de Merode-Westerloo          | Katholiek | Turnhout      | |
| Pierre Van Humbeeck                  | Liberaal  | Brussel       | Vervangt vanaf 22 mei 1860 de overleden Charles de Brouckère. |
| Jules Guillery                       | Liberaal  | Brussel       | Vervangt vanaf 14 juli 1859 Albéric du Bus de Gisignies, die lid wordt van de Belgische Senaat. |
| Auguste Orts                         | Liberaal  | Brussel       | Ondervoorzitter tot 19 juli 1859, parlementsvoorzitter van 19 juli 1859 tot 16 november 1860. |
| Louis Hymans                         | Liberaal  | Brussel       | Vervangt vanaf 14 juli 1859 Charles Thiéfry, die bij de tussentijdse verkiezingen niet meer opkwam. Thiéfry was quaestor tot 30 mei 1859.                                                                                 |
| Victor Pirson                        | Liberaal  | Brussel       | Vervangt vanaf 14 juli 1859 Pierre-Théodore Verhaegen, die bij de tussentijdse verkiezingen niet meer opkwam. Verhaegen was parlementsvoorzitter tot 30 mei 1859.                                                         |
| Louis Goblet d'Alviella              | Liberaal  | Brussel       | Vervangt vanaf 14 december 1858 Armand de Perceval, die om gezondheidsredenen ontslag neemt. De Perceval zelf verving vanaf 19 januari 1858 Charles Rogier, die volksvertegenwoordiger voor de kieskring Antwerpen wordt. |
| Charles De Rongé                     | Liberaal  | Brussel       | Vervangt vanaf 14 juli 1859 Albert Goblet d'Alviella, die bij de tussentijdse verkiezingen niet meer opkwam. |
| Alexandre Jamar                      | Liberaal  | Brussel       | Zetelt vanaf 14 juli 1859. |
| Joseph Van Volxem                    | Liberaal  | Brussel       | Zetelt vanaf 14 juli 1859. |
| Louis Defré                          | Liberaal  | Brussel       | Vervangt vanaf 13 juli 1858 de overleden François Anspach. |
| Eugène Prévinaire                    | Liberaal  | Brussel       | |
| Jean-Marie de Man d'Attenrode        | Katholiek | Leuven        | |
| François Van Dormael                 | Katholiek | Leuven        | Vervangt vanaf 14 juli 1859 Edmond de la Coste, die lid wordt van de Belgische Senaat. |
| Louis Landeloos                      | Katholiek | Leuven        | |
| Joseph-Adrien Beeckman               | Katholiek | Leuven        | Vervangt vanaf 14 juli 1859 Charles de Luesemans (Liberaal), die bij de tussentijdse verkiezingen niet herkozen raakte.                                                                                                   |
| Charles Snoy                         | Katholiek | Nijvel        | Vervangt vanaf 14 juli 1859 Hippolyte Trémouroux (Liberaal), die bij de tussentijdse verkiezingen niet herkozen raakte. Snoy is secretaris vanaf 14 november 1860.                                                        |
| Louis de Chentinnes                  | Liberaal  | Nijvel        | |
| Guillaume Nélis                      | Liberaal  | Nijvel        | |
| Edouard Mercier                      | Katholiek | Nijvel        | Vervangt vanaf 14 juli 1859 François Mascart (Liberaal), die bij de tussentijdse verkiezingen niet herkozen raakte. |
| Paul Devaux                          | Liberaal  | Brugge        | |
| Louis De Ridder                      | Liberaal  | Brugge        | Vervangt vanaf 17 april 1860 de overleden Jean-Baptiste Adolphe Coppieters 't Wallant. |
| Adolphe de Vrière                    | Liberaal  | Brugge        | |
| Désiré de Haerne                     | Katholiek | Kortrijk      | |
| Pierre Tack                          | Katholiek | Kortrijk      | |
| Henri Dumortier                      | Katholiek | Kortrijk      | |
| Jean-Ignace Van Iseghem              | Liberaal  | Oostende      | |
| Pierre De Breyne                     | Liberaal  | Diksmuide     | |
| Jules Desmedt                        | Katholiek | Veurne        | |
| Felix de Mûelenaere                  | Katholiek | Tielt         | |
| Philippe Le Bailly de Tilleghem      | Katholiek | Tielt         | |
| Barthélémy Dumortier                 | Katholiek | Roeselare     | |
| Alexander Rodenbach                  | Katholiek | Roeselare     | |
| Charles-Louis Van Renynghe           | Katholiek | Ieper         | |
| Léon de Florisone                    | Liberaal  | Ieper         | Vervangt vanaf 13 juli 1859 Jules Malou (Katholiek), die bij de tussentijdse verkiezingen niet herkozen raakte. De Florisone is secretaris vanaf 9 november 1859.                                                         |
| Alphonse Vandenpeereboom             | Liberaal  | Ieper         | |
| Jean De Naeyer                       | Katholiek | Aalst         | |
| Mathieu de Ruddere de te Lokeren     | Katholiek | Aalst         | |
| Auguste De Portemont                 | Katholiek | Aalst         | |
| Léon Victor Jean Thienpont           | Katholiek | Oudenaarde    | |
| Théodore Van der Donckt              | Katholiek | Oudenaarde    | |
| Yves Magherman                       | Katholiek | Oudenaarde    | |
| Ernest Vandenpeereboom               | Liberaal  | Gent          | Ondervoorzitter vanaf 14 november 1860. |
| Jules Vander Stichelen               | Liberaal  | Gent          | Secretaris tot 14 januari 1859. |
| Edouard Jaequemyns                   | Liberaal  | Gent          | |
| Camille Joseph De Bast               | Liberaal  | Gent          | |
| Adolphe-Henri Neyt                   | Liberaal  | Gent          | |
| Charles Saeyman                      | Liberaal  | Gent          | |
| August de Maere                      | Liberaal  | Gent          | Vervangt vanaf 20 april 1861 de overleden Ferdinand Manilius. |
| Léandre Desmaisières                 | Katholiek | Eeklo         | |
| Theodoor Janssens                    | Katholiek | Sint-Niklaas  | |
| Stanislas Verwilghen                 | Katholiek | Sint-Niklaas  | |
| Isidore Van Overloop                 | Katholiek | Sint-Niklaas  | |
| Pierre de Decker                     | Katholiek | Dendermonde   | |
| Charles Vermeire                     | Katholiek | Dendermonde   | Secretaris tot 14 november 1860. |
| François van den Broucke de Terbecq  | Katholiek | Dendermonde   | |
| Adolphe Dechamps                     | Katholiek | Charleroi     | Zetelt vanaf 12 juli 1859. |
| Eudore Pirmez                        | Liberaal  | Charleroi     | |
| Charles-Louis Lebeau                 | Liberaal  | Charleroi     | |
| Gustave Sabatier                     | Liberaal  | Charleroi     | |
| Hippolyte Lange                      | Liberaal  | Bergen        | |
| Henri de Brouckère                   | Liberaal  | Bergen        | |
| Hubert Dolez                         | Liberaal  | Bergen        | Ondervoorzitter tot 14 november 1860. |
| Emile Laubry                         | Liberaal  | Bergen        | |
| Charles Carlier                      | Liberaal  | Bergen        | Zetelt vanaf 12 juli 1859. |
| Joseph Jouret                        | Liberaal  | Zinnik        | |
| Henri Ansiau                         | Liberaal  | Zinnik        | |
| Louis Faignart                       | Katholiek | Zinnik        | |
| André Pirson                         | Liberaal  | Doornik       | |
| Victor Savart                        | Liberaal  | Doornik       | |
| François Crombez                     | Liberaal  | Doornik       | Secretaris tot 9 november 1859. |
| Henri Julien Allard                  | Liberaal  | Doornik       | Quaestor vanaf 19 juli 1859. |
| Martin Jouret                        | Liberaal  | Aat           | |
| Léopold Frison                       | Liberaal  | Aat           | |
| Gustave van Leempoel de Nieuwmunster | Liberaal  | Thuin         | Vervangt vanaf 11 juni 1858 Auguste Wanderpepen, die uit ontevredenheid ontslag neemt. |
| Alexandre de Paul de Barchifontaine  | Liberaal  | Thuin         | |
| François Dautrebande                 | Liberaal  | Hoei          | |
| Joseph Lebeau                        | Liberaal  | Hoei          | |
| Emile De Lexhy                       | Liberaal  | Borgworm      | |
| Walthère Frère-Orban                 | Liberaal  | Luik          | |
| Dieudonné Mouton                     | Liberaal  | Luik          | Vervangt vanaf 15 november 1860 Adolphe Koeler, die provincieraadslid van Luik wordt. Koeler werd Kamerlid op 12 juli 1859.                                                                                               |
| Charles Lesoinne                     | Liberaal  | Luik          | |
| Emile de Bronckart                   | Liberaal  | Luik          | |
| Clément Müller                       | Liberaal  | Luik          | Vervangt vanaf 25 maart 1858 de overleden Noël Delfosse. |
| Charles Grandgagnage                 | Liberaal  | Luik          | Zetelt vanaf 12 juli 1859. |
| Frédéric Braconier                   | Liberaal  | Luik          | Vervangt vanaf 19 februari 1861 de overleden Charles Nicolas Deliège. |
| Pierre Grosfils-Gérard               | Liberaal  | Verviers      | |
| Gérard Moreau                        | Liberaal  | Verviers      | Ondervoorzitter vanaf 23 november 1860. |
| Victor David                         | Liberaal  | Verviers      | |
| Barthélémy de Theux de Meylandt      | Katholiek | Hasselt       | |
| Charles de Pitteurs-Hiegaerts        | Katholiek | Hasselt       | |
| Charles Vilain XIIII                 | Katholiek | Maaseik       | |
| Maximilien de Renesse                | Liberaal  | Tongeren      | |
| Louis Julliot                        | Katholiek | Tongeren      | |
| Constant d'Hoffschmidt               | Liberaal  | Bastenaken    | |
| Victor Tesch                         | Liberaal  | Aarlen        | |
| Léon Orban                           | Liberaal  | Marche        | |
| Edouard De Moor                      | Liberaal  | Neufchâteau   | Secretaris. |
| Jean-Baptiste Pierre                 | Liberaal  | Virton        | |
| Georges de Baillet Latour            | Liberaal  | Philippeville | Quaestor. |
| Xavier Victor Thibaut                | Katholiek | Dinant        | Vervangt vanaf 13 juli 1859 Jacques Wala (Liberaal), die bij de tussentijdse verkiezingen niet herkozen raakte. |
| Hadelin de Liedekerke Beaufort       | Katholiek | Dinant        | |
| Charles de Montpellier               | Katholiek | Namen         | Zetelt vanaf 12 juli 1859. |
| François Moncheur                    | Katholiek | Namen         | |
| Auguste Royer de Behr                | Katholiek | Namen         | Vervangt vanaf 12 juli 1859 Xavier Lelièvre (Liberaal), die bij de tussentijdse verkiezingen niet herkozen raakte. |
| Armand Wasseige                      | Katholiek | Namen         | Vervangt vanaf 12 juli 1859 Edouard Godin (Liberaal), die bij de tussentijdse verkiezingen niet herkozen raakte. |

## Commissies
In 1859 werd een parlementaire onderzoekscommissie opgericht naar aanleiding van de resultaten van de wetgevende verkiezingen in het arrondissement Leuven.